# José Francisco Falcão de Barros
Dom José Francisco Falcão de Barros (Paulo Jacinto, 24 de março de 1965) é um bispo  católico, auxiliar do Ordinariado Militar do Brasil.
Cursou Filosofia e Teologia pela Pontifícia Universidade Católica do Rio de Janeiro (PUC-RJ). Possui mestrado e doutorado em direito canônico pela Pontifícia Universidade São Tomás de Aquino, em Roma, na Itália.
Ordenado sacerdote no dia 18 de janeiro de 1991 em Palmeira dos Índios, pelas mãos de Dom Fernando Iório Rodrigues. Foi pároco da Paróquia São Vicente de Paulo, em Palmeira dos Índios, entre 1993 e 2011, e professor de introdução à teologia no Seminário Nossa Senhora da Assunção, em Maceió. Na Diocese de Palmeira dos Índios exerceu o cargo de chanceler da cúria, vigário judicial e membro do Colégio dos Consultores e do Conselho Presbiteral e, ainda, foi capelão da Polícia Militar do Estado de Alagoas.
No dia 16 de fevereiro de 2011 foi nomeado pelo Papa Bento XVI como bispo-auxiliar do Ordinariado Militar do Brasil. 
Foi ordenado bispo no dia 29 de abril de 2011 em Palmeira dos Índios, pelas mãos de Dom Dulcênio Fontes de Matos. Tomou posse como bispo auxiliar do Ordinariado Militar do Brasil no dia 1 de junho de 2011.  
Em 25 de agosto de 2015 foi promovido a capelão da Polícia Militar do Estado de Alagoas.  